# Galitzkya
Galitzkya Turra – rodzaj roślin należący do rodziny kapustowatych. Obejmuje trzy gatunki. Rośliny te występują w północnych i zachodnich Chinach, w Mongolii, Kazachstanie i w południowej Rosji (w azjatyckiej części tego kraju).

## Morfologia
PokrójByliny zwykle z rozgałęzioną szyją korzeniową okrytą pozostałościami liści z poprzednich sezonów. Łodygi zwykle nierozgałęzione, prosto wzniesione. Rośliny pokryte gwiazdkowatymi włoskami.
LiścieOdziomkowe liście trwałe, ogonkowe, całobrzegie. Łodygowe nieliczne, siedzące, także całobrzegie.
KwiatyZebrane po kilka w grono o rozpostartych szypułkach. Działki kielicha podnoszące się, jajowate, owłosione, boczna para rozdęta. Płatki korony cztery, białe lub żółte, głęboko rozcięte, dłuższe od działek. Pręcików 6, wyraźnie czterosilnych. Zalążnia górna z 6–14 zalążkami, zwieńczona szyjką słupka nitkowatą, o długości 5 mm, na szczycie główkowatym znamieniem.
OwoceŁuszczynki kuliste do jajowatych i eliptycznych.

## Systematyka
Pozycja systematyczna
Rodzaj należy do rodziny kapustowatych (Brassicaceae), a w jej obrębie do plemienia Alysseae.
Wykaz gatunków
- Galitzkya macrocarpa (Ikonn.-Gal.) V.V.Botschantz.
- Galitzkya potaninii (Maxim.) V.V.Botschantz.
- Galitzkya spathulata (Stephan ex Willd.) V.V.Botschantz.